# 寧都県
寧都県（ねいと-けん）は中華人民共和国江西省贛州市に位置する県。江西省南東部にあたり、貢水の支流の梅江上流沿岸に位置する。付近は苧麻の産地であり、これを原料とした麻布が製造され、江西夏布の一大産地として知られる。清代、『寧都三魏全集』で知られる三兄弟の魏際瑞・魏禧・魏礼を輩出している。

## 行政区画
- 鎮:梅江鎮、青塘鎮、長勝鎮、黄陂鎮、固村鎮、頼村鎮、石上鎮、東山壩鎮、洛口鎮、小布鎮、黄石鎮、田頭鎮
- 郷:竹笮郷、対坊郷、固厚郷、田埠郷、会同郷、湛田郷、安福郷、東韶郷、肖田郷、釣峰郷、大沽郷、蔡江郷

## 交通

### 鉄道
- 中国国家鉄路集団
  - 興泉線（中国語版）
    - 寧都駅

### 道路
- 高速道路
  - 済広高速道路
  - 泉南高速道路
  - 南韶高速道路
  - S41 寧定高速道路
- 国道
  - G319国道